# Travis Leslie
Travis Demetrius Leslie (nacido el 29 de marzo de 1990 en Atlanta, Georgia) es un jugador de baloncesto estadounidense  que pertenece a la plantilla del Kazma Sports Club de la Kuwaiti Division I. Con 1,93 metros de estatura, juega tanto en la posición de escolta como en la de alero.

## Trayectoria deportiva

### Universidad
Antes de la Universidad estuvo en el Columbia High School en Decatur (Georgia). Jugó durante tres temporadas con los Bulldogs de la Universidad de Georgia, en las que promedió 12,2 puntos, 6,2 rebotes y 2,1 asistencias por partido. En su segunda temporada fue uno de los jugadores más mejorados de la conferencia, necesitando solo 13 partidos para superar su cifra de anotación en su temporada de novato. Anotó 10 o más puntos en 26 partidos, pasando de 20 en 4 de ellos, para promediar 14,8 puntos y 6,8 rebotes.
Al año siguiente fue elegido por los entrenadores en el segundo mejor quinteto de la Southeastern Conference, siendo el segundo mejor anotador y reboteador de su equipo, promediando 14,4 puntos y 7,2 rebotes por partido. Fue además elegido como el mejor matador de toda la competición universitaria en la ESPN.
En abril de 2011 anunció, junto con su compañero Trey Thompkins, que se presentaría al draft de la NBA, renunciando a su último año como universitario.

### NBA y D-League
Fue elegido en la cuadragésimo séptima posición del Draft de la NBA de 2011 por Los Angeles Clippers. debutando en la liga el 28 de diciembre ante San Antonio Spurs.
En marzo de 2012 fue asignado a los Bakersfield Jam, el afiliado en la D-League de Los Angeles Clippers. Fue despedido por Clippers el 30 de octubre de 2012, tras 10 encuentros. 
El 2 de noviembre de 2012, fue seleccionado por los Santa Cruz Warriors en el Draft de la D-League.
El 14 de febrero de 2013, Leslie fue elegido en el Prospects All-Star roster, en el D-League All-Star Game del 2013, en sustitución de Andrew Goudelock. Fue nombrado MVP del D-League All-Star Game con 19 puntos, 7 rebotes y 1 asistencia y los Prospects derrotaron a los Futures por 139-125.
El 10 de marzo de 2013, firmó un contrato de 10 días con los Utah Jazz. No jugó ningún partido en ese tiempo y no firmó un segundo contrato de 10 días. Tras terminar el contrato, volvió a los Santa Cruz Warriors.

### Europa
Comenzó su andadura en Europa en 2013, firmando con el JSF Nanterre francés, equipo que dejó antes del inicio de la temporada. Luego firmó con el ASVEL Lyon-Villeurbanne, donde ganó el Concurso de Mates de 2013, pero fue despedido en enero de 2014. Más tarde en ese mes, firmó con el BC Šiauliai lituano hasta final de temporada, donde ganó la Liga Báltica, fue el MVP de la temporada regular, participó en el All-Star Game de la LKL y ganó el Concurso de Mates.
El 23 de julio de 2014, firmó un contrato de un año con opción a otro más con el BC Lietuvos Rytas, donde participó otra vez en el All-Star, siendo el MVP y por segunda vez, ganó el Concurso de Mates.
Después de que no ejercieran la opción de renovación de su contrato, en agosto de 2015 firmó con el medi Bayreuth alemán.
En julio de 2020, firma por el  Champagne Châlons Reims Basket de la Pro A francesa.
El 9 de septiembre de 2021, firma por los Leones de Ponce de la Baloncesto Superior Nacional.
El 24 de diciembre de 2021, firma por el Real Betis Baloncesto de la Liga Endesa.
El 30 de julio de 2022, firma por el Legia Varsovia de la PLK polaca.

## Estadísticas

### Universidad
| Temporada | Equipo           | Conferencia | Partidos | MIN  | TC  | TCA  | %TC  | 3P  | 3PA | %3P  | TL  | TLA | %TL  | REB | ASIS | ROB | TAP | PER | FP  | PTS  |
| 2008-09   | Georgia Bulldogs | SEC         | 26       | 15.8 | 2.7 | 6.1  | .447 | 0.0 | 0.1 | .000 | 0.9 | 1.5 | .575 | 3.9 | 0.6  | 0.8 | 0.5 | 1.0 | 1.1 | 6.3  |
| 2009-10   | Georgia Bulldogs | SEC         | 31       | 29.4 | 5.5 | 11.2 | .487 | 0.2 | 0.4 | .545 | 3.7 | 5.0 | .735 | 6.8 | 2.5  | 1.3 | 1.0 | 2.6 | 2.1 | 14.8 |
| 2010-11   | Georgia Bulldogs | SEC         | 33       | 32.2 | 5.4 | 10.9 | .492 | 0.4 | 1.3 | .302 | 3.3 | 4.1 | .801 | 7.2 | 2.9  | 1.2 | 0.6 | 2.2 | 1.9 | 14.4 |
| Total     | Georgia Bulldogs |             | 90       | 26.5 | 4.6 | 9.6  | .482 | 0.2 | 0.6 | .333 | 2.7 | 3.7 | .743 | 6.1 | 2.1  | 1.1 | 0.7 | 2.0 | 1.7 | 12.2 |

### NBA

#### Temporada regular
| Año     | Equipo        | PJ | PT | MPP | %TC  | %3P  | %TL  | RPP | APP | ROB | TPP | PPP |
| ------- | ------------- | -- | -- | --- | ---- | ---- | ---- | --- | --- | --- | --- | --- |
| 2011-12 | L.A. Clippers | 10 | 0  | 4.5 | .357 | .000 | .444 | .9  | .5  | .2  | .2  | 1.4 |
| Total   | Total         | 10 | 0  | 4.5 | .357 | .000 | .444 | .9  | .5  | .2  | .2  | 1.4 |